# Perkebunan Tambunan
Perkebunan Tambunan is een bestuurslaag in het regentschap Langkat van de provincie Noord-Sumatra, Indonesië. Perkebunan Tambunan telt 419 inwoners (volkstelling 2010).